# Боцановиці
Боцановиці або Боцановіце (пол. Boconovice, нім. Boczanowitz) — село в окрузі Фридек-Містек, Моравсько-Сілезький край, Чехія. Нараховує 498 мешканців. Значну частину населення становить польська меншина. На відстані 12 км на північ розташоване місто Тршинець, 21 км на північний захід — місто Чеський Тешин, 27 км на захід — місто Фрідлант-над-Остравіцею та 30 км на північний захід — місто Фрідек-Містек.

## Назва
Назва села походить від власного імені Боцань, тотожного народній назві боцань — «лелека». Суфікс -овіце, ймовірно, отримано шляхом наслідування назв інших сіл.

## Історія
Першими поселенцями були волоські пастухи. Раніше тут була лише гірська княжа садиба, навколо якої збудували нові котеджі. Через високі експлуатаційні витрати у 1627 р. садибу здали в оренду, а частину землі продали. У 17-18 століттях село належало родині Сен-Женуа д'Аннокур. Згідно з поземельником 1646 року в селі проживали Гіржик Єстко, Урбан Білко, Янек Мидло та Янек Бжано.
У 1755 році в селі було 4 селяни та 11 дворників. У 1871 році в селищі було 17 дерев'яних будинків, проживало 150 осію. У цьому ж році була побудована дерев'яна школа (400 гульденів дав на будівництво імператор Франц Йосиф І). Школу знищила пожежа в 1876 році, а в 1877 році на тому ж місці збудували муровану школу. Найстарішою будівлею в селі є «сушильня» № 1. 9 — решта вихідної ферми. На подальший розвиток села вплинуло будівництво залізниці Кошице-Богумін і введення в експлуатацію залізничної зупинки в Боцановіце.
Згідно з австрійським переписом 1900 року, у селі проживало 355 осіб, які проживали в 34 будинках на площі 388 га, що давало щільність населення 91,5 осіб/км². До 1910 року кількість будинків зросла до 42, а населення впало до 330, з яких 323 були постійно зареєстровані, 261 (80,3 %) були католиками, 62 (19,7 %) євангелістами, 320 (97 %) були польськомовними і 3 (0,9 %) німецькомовними.

## Частини муніципалітету
- Боцановіце

## Галерея

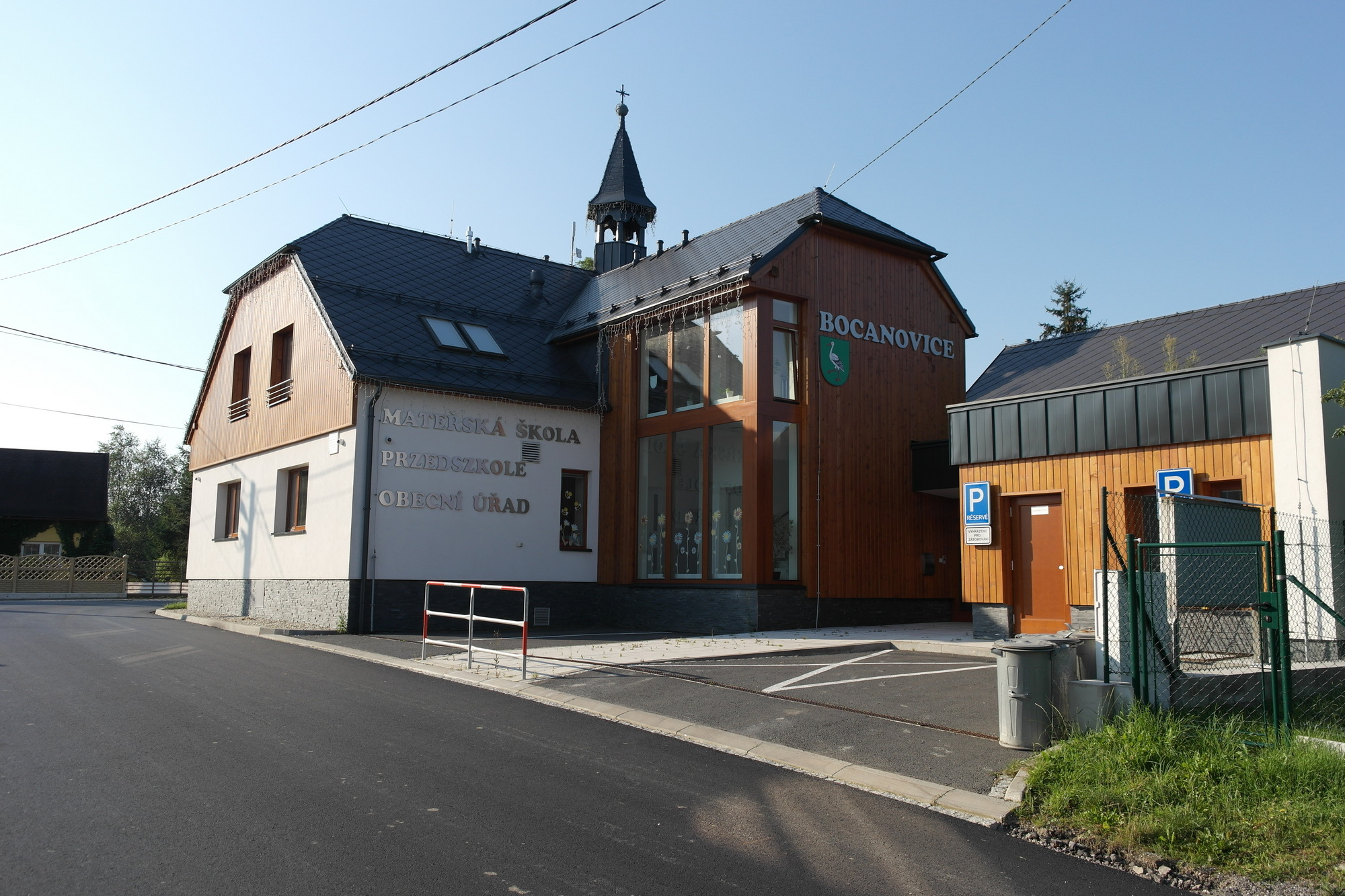
Муніципальна канцелярія
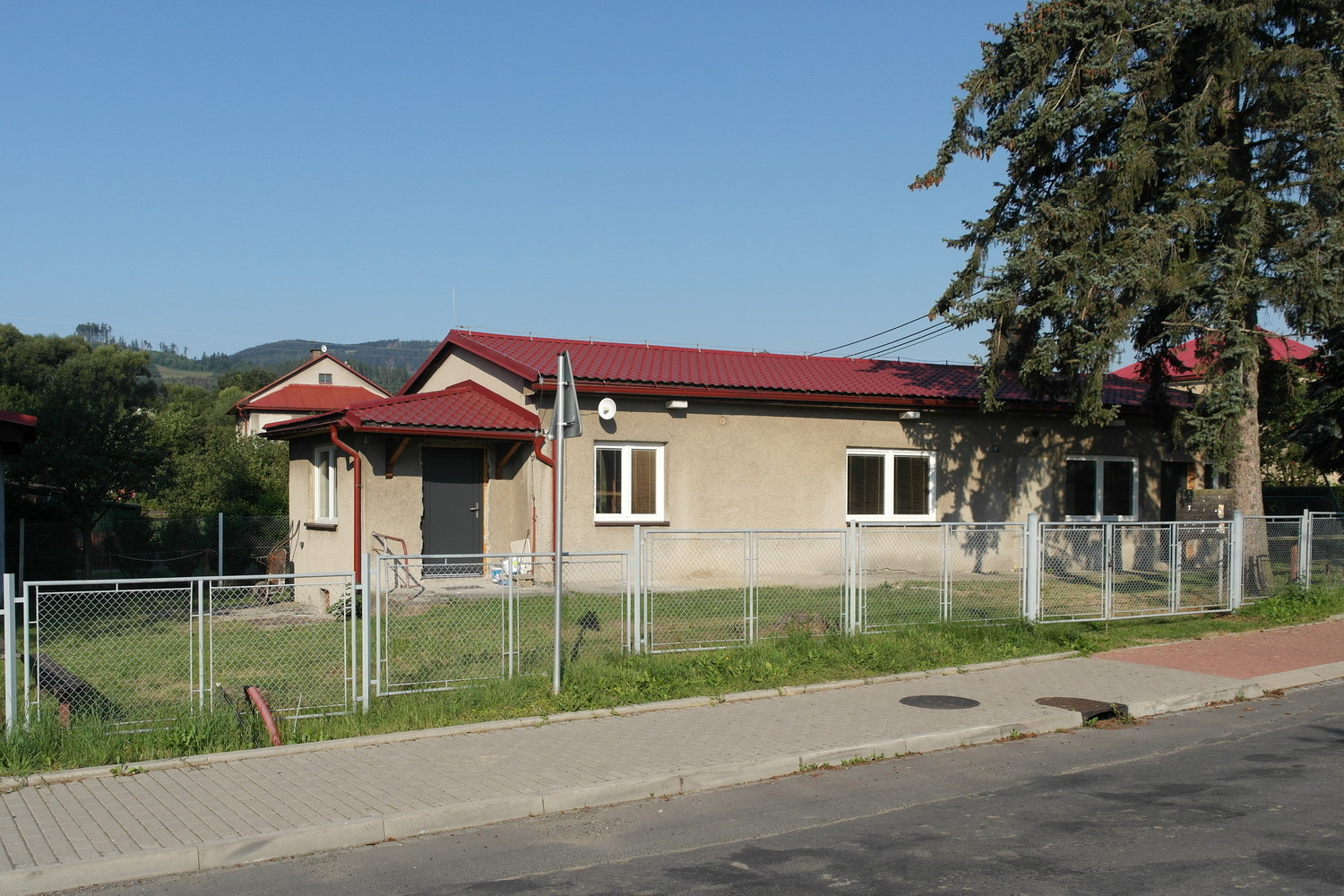
Будинок ПЗКО
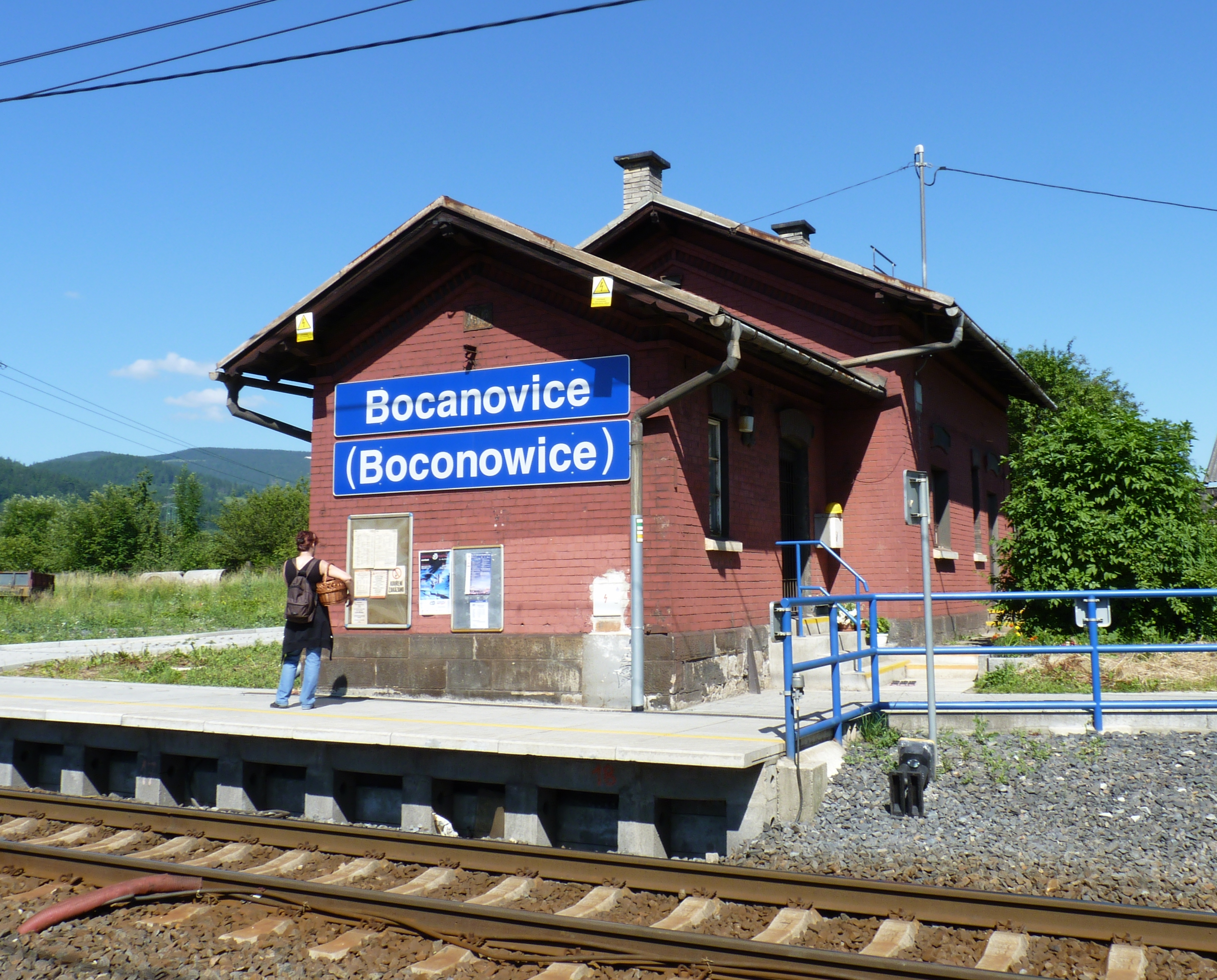
Залізнична станція

## Населення

Вікова структура населення муніципалітету Боцановіце в 2011 році

## Транспорт
Село перетинає залізнична колія Богумін–Чадца з однойменною зупинкою та першокласна дорога І/11.